# 量桨
量桨是百度量子计算研究所研发的全球首个云量一体的量子机器学习平台，它支持量子神经网络的搭建和训练，提供量子化学、量子模拟、组合优化等功能。首次发布于2020年5月WAVE SUMMIT 2020深度学习开发者峰会。